# 道後山駅
道後山駅（どうごやまえき）は、広島県庄原市西城町高尾にある、西日本旅客鉄道（JR西日本）芸備線の駅である。
JR西日本の駅では三井野原駅に次いで標高が高い駅である（611m）。

## 歴史
もともと小奴可-備後落合間には駅は設けられない計画だったが、当駅北方にそびえる道後山の観光振興や鉱物資源の運搬に活用すべく、比婆郡八鉾村（当時）の住民が中心となって新駅設置の期成同盟会を結成。広島県会議員野上民三郎（のち広島県議会副議長、東城町出身）や永山忠則・宮田武義（書家で日比谷山水楼店主、八鉾村出身）ら比婆郡の名士らの協力のもと、熱烈な駅設置運動が行われた。その後晴れて道後山駅が置かれることが決まったが、駅の建設が路線開業に間に合わず、1ヶ月ほど遅れての駅開業となった。
1938年（昭和13年）には道後山の中腹に国鉄山の家が開業するなど開発が進み、当駅はその玄関口として登山客やスキーヤーに利用された。当駅から道後山までは10km弱離れており、アプローチとしては徒歩のほか、備北交通のバスが運行されていた。
1939年（昭和14年）から太平洋戦争に伴う一時中断をはさんで昭和20年代後半まで、広島駅を前日深夜に出発し当駅に翌早朝到着する週末スキー列車がしばしば運行されていた。また、昭和30年代には夏の行楽シーズンに当駅の駅員が道後山へ登り、採集したスズランを鉢に植え、近隣の主要駅に贈るといった観光PRがおこなわれていた。
1970年代に道路整備が進むと、道後山への玄関口としての機能は備後落合駅に移り、当駅は無人化や急行列車が停車しなくなるなど次第に寂れていった。
- 1936年（昭和11年）5月19日：八鉾村長細川穂太郎ほか7名の連名で、比婆郡八鉾村への停車場設置の請願が出される[5]。
- 8月22日：小奴可 - 備後落合間に道後山駅の設置が決まる[6]。
- 11月21日：三神線（当時）小奴可 - 備後落合間に新設開業[1]。
- 1937年（昭和12年）7月1日：三神線が芸備線の一部となり、当駅もその所属となる。
- 1953年（昭和28年）1月18日：当駅裏手の山に高尾原スキー場が開業[7]。
- 1963年（昭和38年）11月25日：貨物取扱廃止[1]。
- 1972年（昭和47年）9月1日：荷物扱い廃止[8]。無人駅となる[9][10]。
- 1974年（昭和49年）：この年を最後に急行列車の停車がなくなる。
- 1987年（昭和62年）4月1日：国鉄分割民営化により、西日本旅客鉄道の駅となる[1]。

## 駅構造
備後落合駅に向かって右側に単式ホーム1面1線を有する地上駅。かつては相対式ホーム2面2線の構造を有したが、片側（駅舎反対側）の線路が撤去され、現在は停留所構造となっている。秘境駅として有名である。
駅舎はあるが、新見駅管理の無人駅であり、自動券売機等の設備はない。駅事務室は現在、改修されて消防機庫として消防車が入っている。なお、トイレは駅舎の右側に隣接する公衆便所がそれに該当する。

2011年までは駅西側に高尾原スキー場が隣接しており、かつてはスキーヤーで賑わっていた。無人駅であったが冬季のスキーシーズンは期間限定の有人駅となり、スキー用の臨時列車が停車していた時期もある。ホームのすぐそばにレストハウス「高尾原山荘」やリフト、臨時切符売り場があり、スキー場の閉鎖後もしばらく残されていたが2015年3月20日に全て解体撤去され、ゲレンデ跡が残るのみとなった。現在ゲレンデ跡では鍵掛峠道路の建設工事が行われており、当駅の廃ホームも資材置き場として使われている。

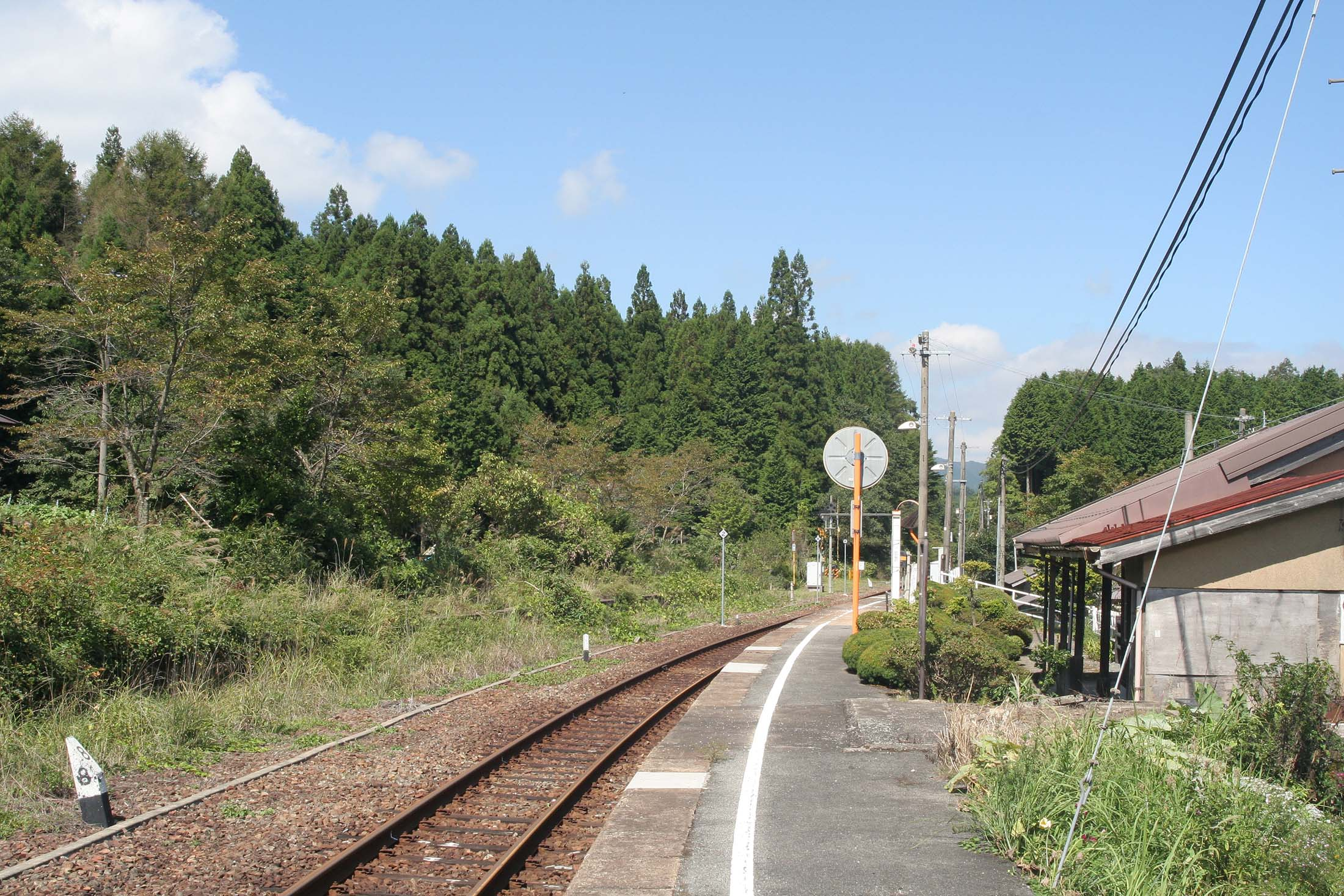
ホーム（2007年9月）

## 利用状況
1日平均の乗車人員は以下の通り。
| 年度               | 1日平均 乗車人員 | 出典          |
| ------------------ | ---------------- | ------------- |
| 1981年（昭和56年） | 16               |               |
| 1990年（平成2年）  | 16               |               |
|                    |                  |               |
| 2002年（平成14年） | 1                | [ 11 ]        |
| 2003年（平成15年） |                  |               |
| 2004年（平成16年） |                  |               |
| 2005年（平成17年） |                  |               |
| 2006年（平成18年） |                  |               |
| 2007年（平成19年） |                  |               |
| 2008年（平成20年） |                  |               |
| 2009年（平成21年） |                  |               |
| 2010年（平成22年） |                  |               |
| 2011年（平成23年） | 0                | [ 12 ]        |
| 2012年（平成24年） | 0                | [ 12 ]        |
| 2013年（平成25年） | 0                | [ 12 ]        |
| 2014年（平成26年） | 0                | [ 13 ] [ 12 ] |
| 2015年（平成27年） | 0                | [ 12 ]        |
| 2016年（平成28年） | 0                | [ 12 ]        |
| 2017年（平成29年） | 0                | [ 12 ]        |
| 2018年（平成30年） | 0                |               |
| 2019年（令和元年） | 0                |               |
| 2020年（令和2年）  | 0                |               |
| 2021年（令和3年）  | 1                |               |

## 駅周辺
当駅から少し東に高梁川水系と江の川水系の分水嶺があり、旧東城町と旧西城町の町境ともなっていた。
また当駅から小奴可方面に進み、県道444号線の橋と交差する辺りが、芸備線の最高地点(標高620ｍ)である。
当駅正面に見える植木集落は、明治半ばまで伯耆街道と東城往来が交わる宿場町であった。また、当駅南の上高尾地区では、鉄穴流しによる採鉄やたたら製鉄が行われていた。現在は寒冷気候を生かし、りんご園が数軒営まれている。
- 国道314号
- 西城交通「植木」バス停(芸備線運休時の代行バスは当停留所に停まる)
- 広島県道235号道後山停車場線
- 広島県道444号油木小奴可線
- 広島県道446号植木三坂線

## その他
- 当駅は地形的には珍しい「谷中分水」の分水界にある。

## 隣の駅
西日本旅客鉄道（JR西日本）
 芸備線
■快速（下り1本のみ）・■普通
小奴可駅 - 道後山駅 - 備後落合駅